# الانتخابات الرئاسية في فرنسا
الانتخابات الرئاسية في فرنسا هي الوسيلة الديمقراطية التي بموجبها يختار الشعب الفرنسي رئيسا للجمهورية عن طريق الاقتراع الحر المباشر كل خمس سنوات . قلصت الفترة الرئاسية إلى خمس سنوات منذ 2002 بعد أن كانت ولاية الرئيس الفرنسي تمتد إلى مدة سبع سنوات، ولا يمكن انتخاب الرئيس أكثر من ولايتين رئاسيتين . يتم انتخاب الرئيس الفرنسي بالاقتراع المباشر منذ سنة 1962 بموجب المراجعة الدستورية التي تمت في نوفمبر/تشرين الثاني 1962 بعد الموافقة عليها إثر استفتاء شعبي أجري في 28 أكتوبر/تشرين الأول 1962. وتجرى الانتخابات الرئاسية وفق نظام الأغلبية الفردي في جولتين. للفوز في الجولة الأولى، يجب على المرشح الحصول على الأغلبية المطلقة من الأصوات. ووفقاً للمادة السابعة من الدستور، فإنه يُسمح لمرشحين اثنين فقط، كانوا قد حصلوا على أكبر نسبة من الأصوات، بالوصول إلى الجولة الثانية من الانتخابات.

## شروط الترشيح
يتعين على المرشح استيفاء الشروط الآتية :
- أن يكون حاملاً للجنسية الفرنسية ؛
- أن يكون حاملاً لصفة الناخب ولا يقل عمره عن 23عاماً ؛
- أن يكون مستوفياً لالتزامات أداء الخدمة العسكرية (قبل إلغاء الخدمة العسكرية، كان الأمر يكفي أن يتم إحصاء المرشح ضمن المتقدمين لأداء الخدمة العسكرية، ولكنه لم يتوجب عليه بالضرورة أن يكون قد أدى هذه الخدمة) ؛
- أن يكون متحلياً بالـ"كرامة الأخلاقية"، ولم تكن هذه الصفة قد تم تعريفها على نحو دقيق.[2]

من جهة أخرى، هناك ثلاثة إجراءات أخرى يجب أن يوفي بها المرشح :
يجب على المرشح أن يقدم في ظرف مغلق قراراً للذمة المالية (يتضمن هذا الإقرار بيانات عن الممتلكات الشخصية للمرشح) . لدى المجلس الدستوري الفرنسي (في غضون شهرين قبل انتهاء فترة ولاية رئيس الجمهورية وفي موعد أقصاه شهراً بعد انقضاء هذه الولاية) وذلك بهدف تحقيق أكبر قدر ممكن من الشفافية في الحياة السياسية.
كما يستوجب عليه فتح حساب مصرفي تحت تصرف المجلس الدستوري يستخدم لتمويل الحملة الانتخابية

### التواقيع
يجب على كل شخص يريد الترشح لمنصب رئاسة الجمهورية أن يجمع ما لا يقل عن 500 توقيع من الأشخاص المخول لهم. يجب أن تكون هذه التواقيع أن تكون موزعة على 30 إقليم أو تجمع ما وراء البحار على أقل تقدير، وذلك بدون أن يتخطى عدد الموقعين في كل إقليم عشر العدد الإجمالي للأعضاء المنتخبين. يستطيع أن يوقع لكل مترشح كل من :
- أي نائب فرنسي
- أي عضو في مجلس الشيوخ الفرنسي
- أي رئيس بلدية
- أي عضو في المجلس الفرنسي بالخارج
- النواب الأوروبيون
- الأعضاء المنتخبين في مجلس كورسيكا وأو مجلس بولينيزي الفرنسية أو من الكونغرس أو مجالس كاليدونيا الجديدة أو مجالس والس وفوتونا.
- المستشارون الجهويون
- المستشارون الجهويون لمايوطه وسان بيار وميكلون مجلس استشارة مدينة باريس
- رئيس بولينيزي الفرنسية أو رئيس حكومة كاليدونيا الجديدة

يصل عدد الأشخاص المخول لهم بالتوقيع حوالي 45000 شخص منهم 30000 رئيس بلدية. وليحق لهذا الشخص أن يوقع لأكثر من مترشح واحد ولا يستطيع أن يعطي لهذا المترشح أكثر من توقيع واحد فقط.
يهدف هذا الإجراء إلى إقصاء أصحاب الترشيحات غير الجدية وزيادة نسبة التصويت للمرشحين الذين يحظون بقاعدة وطنية عريضة وذلك عن طريق عدم تشتيت الأصوات على عدد كبير من الأشخاص.

## سير العملية الانتخابية
يجب أن يتم تنظيم الانتخابات خلال فترة أدناها عشرين يوماً وأقصاها 35 يوماً قبل نهاية ولاية رئيس الجمهورية الموجود في سُدة الحكم. في حال وفاة رئيس الجمهورية أو الاستقالة (عطلة السلطة) من منصبه يتم تنظيم الانتخابات خلال فترة أدناها عشرين يوماً وأقصاها 35 يوماً بعد بدأ عطلة السلطة. تبدأ الحملة الانتخابية خمسة عشر يوماً على أقل تقدير قبل موعد الجولة الأولى من الانتخابات، وتنتهي في يوم الجمعة السابق لموعد بدء الجولة الأولى في تمام الساعة الثانية عشر مساءً. إذ تم تنظيم جولة ثانية يتم استئناف الحملة في نفس يوم نشر اسمي المرشحين اللذان فازا في الجولة الأولى لتنتهي في يوم الجمعة السابق لموعد إجراء الجولة الثانية، في تمام الساعة الثانية عشر مساءً. وفي الإجمالي، تستغرق الحملة الانتخابية الرسمية حوالي ثلاثين يوما. خلال الحملة الانتخابية تنص القوانين على أن يحظى جميع المتنافسين والأشخاص الداعمين لهم على فترات متساوية في وسائل الإعلام الفرنسية المسموعة والمرئية إن كان في بث مباشر أو في تقرير مسجل يتم بثه ويقوم المجلي الأعلى للمسموعات والمرئيات (Conseil supérieur de l'audiovisuel) بمراقبة ومعاقبة وسائل الإعلام.

### تمويل الحملات الانتخابية
يتم تمويل الانتخابات إما عن طريق تمويل عام أو تمويل خاص.التمويل العام ينظمه القانون الأساسي رقم 62-1292 الصادر في 6 نوفمبر/تشرين الثاني 1962، المعدّل في 5 أبريل/نيسان 2006 بواسطة القوانين الأساسية المعنية بتمويل الأحزاب السياسية والصادرة في أعوام 1988 و1990 و1995. أما التمويل الخاص فيتم عن طريق أشخاص أو المؤسسات أو الأحزاب التي ينتمي إليها المترشحون. سيتطيع الأفراد بالتبرع بمبلغ لا يتجاوز 4574 يورو. كما يجب أن تقدم أي قيمة نقدية تزيد على 152.5 بواسطة شيك مصرفي. في عام 1995، تم منع أي هبات مالية مقدمة من جانب الشركات الخاصة.
يجب كل مرشح أن يفتح حساباً مصرفياً خاصاً بحملته الانتخابية والهدف منه هو توضيح مصدر الأموال المودعة فيه وطبيعة ألأموال التي تصرف من الحساب. لا يُسمح للمرشح إدارة هذا الحساب بصورة شخصية، إنما يجب عليه توكيل وسيطاً ماليا للتصرف لإي أموال الحساب. يوضع الحساب تحت تصرف المجلس الدستوري خلال الشهرين التاليين على الجولة الثانية، أن وجدت، من الانتخابات من أجل التحقق من شرعية الأموال المودعة فيه.
يضع القانون الفرنسي أطرا فيما يتعلق بحجم تمويل الحملة الانتخابية. بالنسبة لمرشحي الدور الأول لا يجب تمويل الحملة أن يتجاوز 13.7 مليون يورو بينما لا يستطيح مرشحا الدور الثاني تجاوز حاجز 18.3 مليون يورو. تقوم الدولة بإعادة للمترشحين 1/20 من أموال تمويل الحملة وتقوم الدولة منذ سنة 2001 برد نصف أمول الحملة للمترشحين الحاصلين على نسبة تزيد عن الـ5% من الأصوات في الجولة الأولى. ولا يمكن لهذه التعويضات أن تتجاوز قيمة المصروفات التي أعلن عنها المرشحين.
يجب على المترشحين الذين تتجاوز مصاريف حملتهم السقف المحدد من قبل القانون دفع لللخزانة العامة المبلغ الذي تم تجاوزه. وتجدر الإشارة بأن المخالفة المالية لا تؤدي إلى خروج المخالفين من السباق الرئاسي.

### الجولات الانتخابية
يتم إجراء جولة أولى للانتخابات وللفوز بمنصب رئيس الجمهورية يجب على المرشح الحصول على الأغلبية المطلقة من الأصوات. في حال عدم حصول أي مرشح على الأغلبية المطلقة فإن المادة السابعة من الدستور الفرنسي تنص على أن ينتقل مرشحين اثنين فقط - وهما المتحصلان على أكبر نسبة من الأصوات- إلى الجولة الثانية من الانتخابات.
تُنظم الجولة الثانية في يوم الأحد بعد مرور أسبوعين من الجولة الأولى ويعتبر المرشح الحاصل على أغلبية الأصوات، فائزًا على إثرها. ينص القانون الأساسي الصادر في 11 مارس/آذار 1988 الخاص بالشفافية المالية في الحياة السياسية على أن يقدم المرشحون إقرارات الذمة المالية الخاصة بهم إلى المجلس الدستوري مع التعهد بتقديم إقراراً مماثلاً في نهاية ولاية الحكم إذا ما فازوا في الانتخابات.

## الناخبون

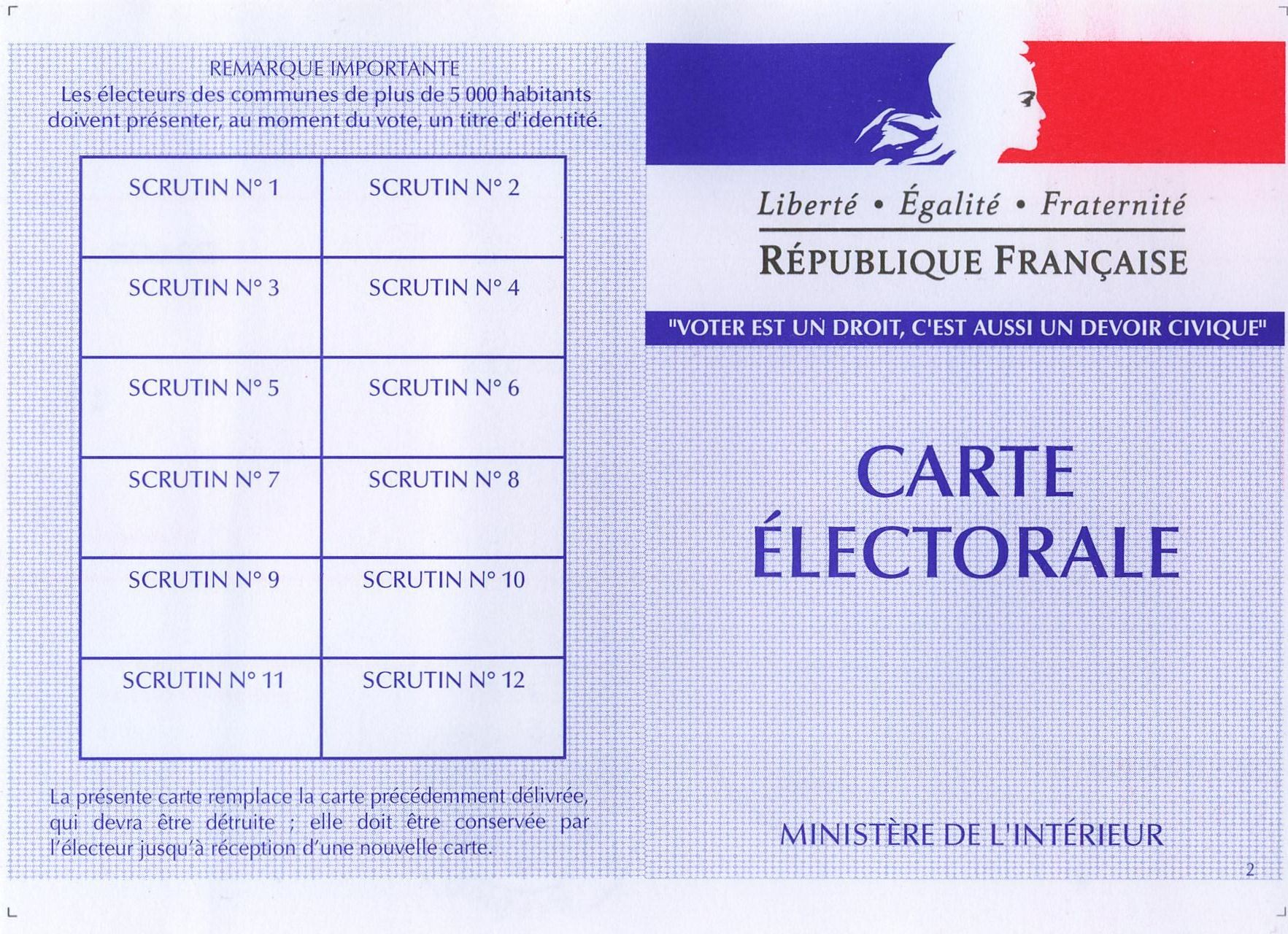
بطاقة تصويت ناخب

التصويت في الانتخابات الرئاسية الفرنسية يحق لكل شخص :
- يكون عمره 18 سنة أو أكثر يوم الانتخابات. يستطيع شخصا ما لم يتجاوز عمره 18 عاما خلال الدور الأول أن يصوت خلال الدور الثاني إن بلغ عمره 18 يوم الجولة الثانية أو قبلها
- يكون حاملا للجنسية الفرنسية
- أن يكون متمعا بحقوقه المدنية والسياسية
- أن يكون اسمه موجودا على القوائم الانتخابية

## الامتناع
نسبة الامتناع باللون الرمادي خلال الدور الأول وباللون الأزرق خلال الدور الثاني خلال الانتخابات الفرنسية في ظل الجمهورية الفرنسية الخامسة